# Třída Constellation
Třída Constellation je plánovaná třída fregat námořnictva Spojených států amerických. Jejich tamní označení je Future Frigate Guided eXperimental (FFG(X)). Ve službě má převzít část úkolů plněných přetěžovanými americkými torpédoborci. Jejich hlavním úkolem bude protiponorkový boj, dále boj s hladinovými plavidly za horizontem, elektronický boj a boj proti rojům malých člunů. Akviziční program pro tuto třídu běží od roku 2017. V roce 2020 bylo rozhodnuto, že fregaty FFG(X) budou derivátem evropských fregat třídy FREMM. Celkem je plánována stavba až 20 jednotek této třídy. Zahájení stavby první jednotky je plánováno na rok 2022 a její přijetí do služby na rok 2026.
V roce 2024 Řecko projevilo zájem o stavbu sedmi fregat třídy Constellation.

## Stavba
Svou poslední fregatu třídy Oliver Hazard Perry námořnictvo vyřadilo roku 2015. Společně s minolovkami tříd Osprey a Avenger je měly nahradit dvě třídy pobřežních bojových lodí Littoral Combat Ship (LCS). Program LCS však sužují četné problémy a je tvrdě kritizován (mimo jiné kvůli slabé výzbroji a malé odolnosti). Výsledkem bylo nejen snížení počtu objednaných plavidel LCS z 52 na 32, ale také plán na vrácení kategorie fregat mezi válečné lodě amerického námořnictva. V roce 2017 americké námořnictvo prostřednictvím žádosti o informaci (RFI, Request For Information) vyzvalo světové loděnice k zaslání nabídek nových fregat označených jako FFG(X). Poptávána byla provozem ověřená plavidla, což mělo přinést úsporu nákladů. Postaveno může být přibližně 20 fregat FFG(X).
V roce 2018 byla vybrána pětice uchazečů, kteří získali prostředky na další koncepční práce. Byla to loděnice Austal USA s upravenou LCS třídy Independence, Lockheed Martin s upravenou LCS třídy Freedom, Huntington Ingalls Industries s upraveným kutrem pobřežní stráže třídy Legend, General Dynamics Bath Iron Works s upravenou fregatou španělské třídy Álvaro de Bazán a Fincantieri Marine Group s evropskou fregatou třídy FREMM. V dubnu 2020 byla vítězem soutěže vyhlášena italská loděnice Fincantieri s upravenou verzí evropských fregat třídy FREMM. Loděnice získala téměř 800 milionů dolarů na vývoj a stavbu prototypové fregaty ve své americké loděnici Fincantieri Marinette Marine (FMM) v Marinette ve státě Wisconsin. Součástí kontraktu je též opce na dalších devět sériových jednotek. V případě jejího uplatnění se hodnota kontraktu zvýší až na 5,58 miliardy dolarů. Opce na stavbu dalších plavidel byly postupně uplatňovány. Například v květnu 2024 ministerstvo obrany objednalo pátou a šestou jednotku této třídy.
V roce 2024 bylo zároveň oznámeno, že stavba fregat nabrala nejméně tříletý skluz, takže prototypová fregata Constellation do služby vstoupí v roce 2029. Stavbu celé třídy mělo urychlit využití již existující osvědčené platformy, avšak ve skutečnosti zapracování požadavků amerického námořnictva vedlo ke vzniku návrhu z 85 % odlišném. Výsledkem je pomalé zrání konstrukce, přičemž problémem je i nedostatek kvalifikovaných odborníků v loďařském průmyslu. Podle všeho se ani nepodaří splnit původní záměr stavět čtyři fregaty ročně, neboť rozpočet na fiskální rok 2025 počítá v tím, že v letech 2026–2029 bude dokončeno šest fregat (2, 1, 2, 1).
Jednotky třídy Constellation:
| Jméno                           | Loděnice | Založení kýlu  | Spuštěna | Vstup do služby | Status    |
| ------------------------------- | -------- | -------------- | -------- | --------------- | --------- |
| USS Constellation (FFG-62)      | FMM      | 12. dubna 2024 |          |                 | ve stavbě |
| USS Congress (FFG-63)           | FMM      |                |          |                 | objednána |
| USS Chesapeake (FFG-64)         | FMM      |                |          |                 | objednána |
| USS Lafayette (FFG-65)          | FMM      |                |          |                 | objednána |
| USS Hamilton (FFG-66)           | FMM      |                |          |                 | objednána |
| USS Galvez (FFG-67)             | FMM      |                |          |                 | objednána |
| (FFG-68)                        | FMM      |                |          |                 | plánována |
| USS Joy Bright Hancock (FFG-69) | FMM      |                |          |                 | plánována |

## Konstrukce

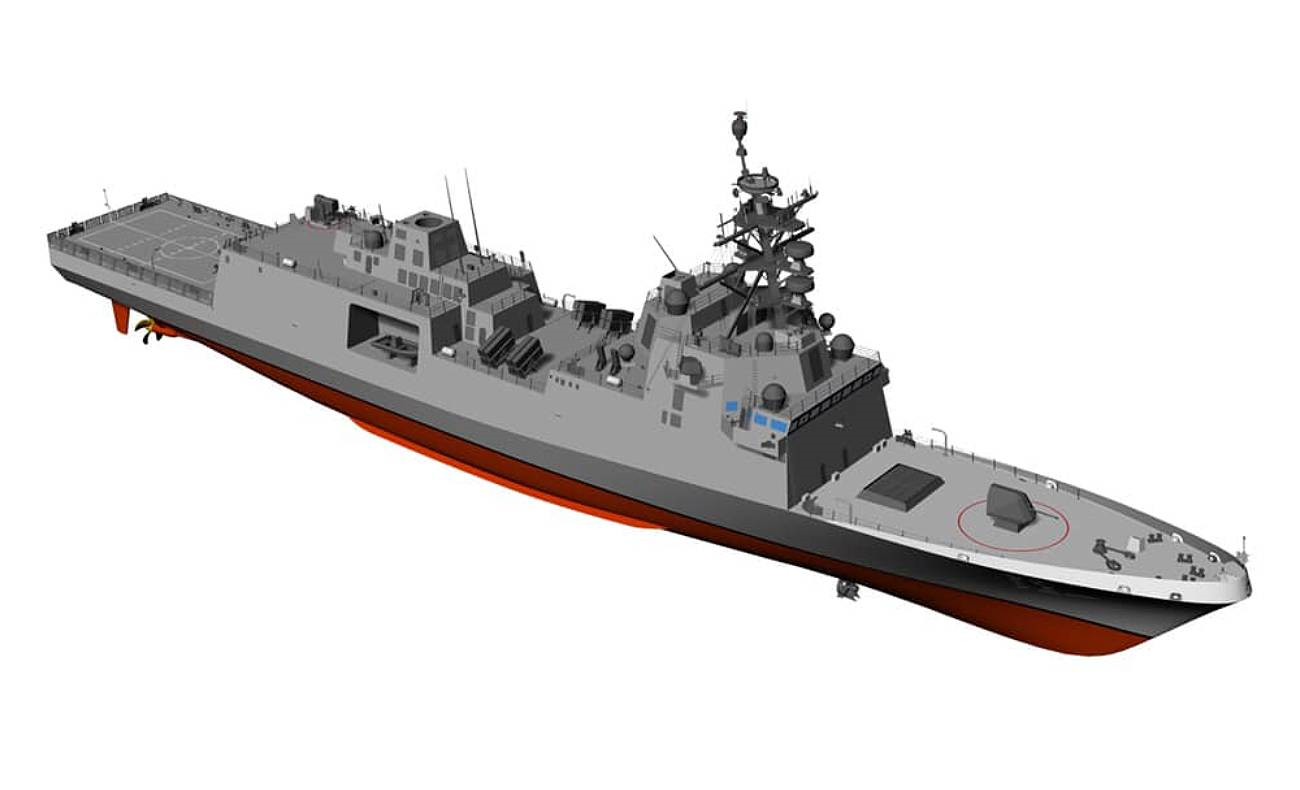
Koncept možného vzhledu fregaty třídy Constellation

Fregaty budou vybaveny protivzdušným systémem Aegis ve verzi Baseline 10 s radary AN/SPY-6(V)3 typu AESA. Se systémem Aegis spolupracuje rovněž protiponorkový bojový systém SQQ-89(V)16. Další vybavení tvoří mimo jiné systém elektronického boje SLQ-32(V)6 CM Block II, vrhače klamných cílů Mk.53 Mod.9 Nulka, aktivní torpédové rušiče SLQ-25 Nixie a vlečný sonar s měnitelnou hloubkou ponoru Thales CAPTAS-4. Hlavňovou výzbroj představuje 57mm kanón Mk 110 ve věži na přídi a několik kulometů. Za dělovou věží se nachází 32násobné vertikální odpalovací zařízení Mk 41 pro protiletadlové řízené střely SM-2MR Block IIIC, nebo ESSM Block II. Zatímco první jsou do buněk systému Mk 41 ukládány po jedné, střely ESSM se tam vejdou čtyři. Neseny mohou být jejich různé kombinace. Údernou výzbroj představuje šestnáct protilodních střel Naval Strike Missile. Na palubě se nachází dva sedmimetrové rychlé čluny RHIB. Na střeše hangáru je umístěn jeden raketový systém blízké obrany RAM Block II. Na zádi se nachází přistávací plocha a hangár pro uložení jednoho protiponorkového vrtulníku MH-60R Romeo a jednoho bezpilotního vrtulníku MQ-8C Fire Scout. Pohonný systém je koncepce CODLAG. Kombinuje čtyři dieselgenerátory MTU 20V 4000 M53B o výkonu 4 020 hp, jednu plynovou turbínu General Electric LM2500+G4 o výkonu 26 690 hp a dva elektromotory o výkonu 2 950 hp, pohánějící prostřednictvím dva převodovek Philadelphia Gear dva lodní šrouby s pevnými lopatkami Rolls-Royce. Nejvyšší rychlost dosáhne 26 uzlů. Dosah je 6 000 námořních mil při 16 uzlů.